# Danzhai Xiang (socken i Kina)
Danzhai Xiang (kinesiska: 旦寨乡, 旦寨) är en socken i Kina. Den ligger i provinsen Hebei, i den norra delen av landet, omkring 350 kilometer söder om huvudstaden Peking.
Genomsnittlig årsnederbörd är 618 millimeter. Den regnigaste månaden är juli, med i genomsnitt 214 mm nederbörd, och den torraste är januari, med 4 mm nederbörd.